# José Luis Gayà
José Luis Gayà Peña (Pedreguer, 25 maggio 1995) è un calciatore spagnolo, difensore del Valencia, di cui è capitano, e della nazionale spagnola.

## Caratteristiche tecniche
Terzino sinistro dotato di notevoli tecnica, velocità e abilità nel dribbling, che lo rendono pericoloso in fase offensiva. Può essere schierato anche come esterno di centrocampo.

## Carriera

### Club
Nella stagione 2012-2013, componente della rosa della seconda squadra del Valencia, ha giocato 36 partite nella terza serie del campionato spagnolo, debuttando con la prima squadra in una partita della Coppa del Re.
Dalla stagione 2014-15, Gayà è inserito in pianta stabile nell'organico della prima squadra. Dopo le cessioni di Bernat e Mathieu, l'allenatore valencianista Nuno Espírito Santo decide di puntare forte sul ragazzo della cantera tanto da dare anche l'assenso per la cessione di Andrés Guardado, ultimo laterale sinistro rimasto in rosa. In quest'inizio di stagione Gayà parte quasi sempre titolare andando oltre le più rosee aspettative. Il 25 settembre 2014 mette a segno la sua prima rete in Primera División nella gara tra Valencia e Cordoba.

### Nazionale
Ha svolto la trafila delle varie nazionali giovanili spagnole, con la nazionale Under-20 spagnola, ha preso parte ai Mondiali Under-20 del 2013 giocando una partita.
Il 9 settembre 2014 ha debuttato con la nazionale Under-21 spagnola, nella partita disputata contro i pari età dell'Austria. Nel maggio 2015 viene convocato per la prima volta nella nazionale maggiore, tuttavia senza mai debuttare. L'esordio ufficiale con la maglia della Spagna, avviene tre anni più tardi, ovvero l'11 settembre 2018, giocando come titolare, nella partita di UEFA Nations League 2018-2019, vinta per 6-0 in casa dalle "Furie Rosse" contro la Croazia. Il 7 giugno del 2019, segna la sua prima rete con la maglia della Roja nella sfida in trasferta, valevole per le qualificazioni al campionato d'Europa 2020, contro le Fær Øer, partita vinta per 4-1 dalla Spagna.
Convocato per il campionato del mondo 2022 in Qatar, è costretto a non partecipare a causa di una distorsione laterale di basso grado procuratosi in allenamento, venendo sostituito da Alejandro Balde.

## Statistiche

### Presenze e reti nei club
Statistiche aggiornate al 4 aprile 2025
| Stagione                 | Squadra                  | Campionato               | Campionato | Campionato | Coppe nazionali | Coppe nazionali | Coppe nazionali | Coppe continentali | Coppe continentali | Coppe continentali | Altre coppe | Altre coppe | Altre coppe | Totale | Totale |
| Stagione                 | Squadra                  | Comp                     | Pres       | Reti       | Comp            | Pres            | Reti            | Comp               | Pres               | Reti               | Comp        | Pres        | Reti        | Pres   | Reti   |
| ------------------------ | ------------------------ | ------------------------ | ---------- | ---------- | --------------- | --------------- | --------------- | ------------------ | ------------------ | ------------------ | ----------- | ----------- | ----------- | ------ | ------ |
| 2011-2012                | Valencia Mestalla        | SDB                      | 1          | 0          | CR              | -               | -               | -                  | -                  | -                  | -           | -           | -           | 1      | 0      |
| 2012-2013                | Valencia Mestalla        | SDB                      | 36         | 2          | CR              | -               | -               | -                  | -                  | -                  | -           | -           | -           | 36     | 2      |
| 2013-2014                | Valencia Mestalla        | SDB                      | 28         | 2          | CR              | -               | -               | -                  | -                  | -                  | -           | -           | -           | 28     | 2      |
| Totale Valencia Mestalla | Totale Valencia Mestalla | Totale Valencia Mestalla | 65         | 4          |                 | -               | -               |                    | -                  | -                  |             | -           | -           | 65     | 4      |
| 2012-2013                | Valencia                 | PD                       | 0          | 0          | CR              | 1               | 0               | UCL                | 0                  | 0                  | -           | -           | -           | 1      | 0      |
| 2013-2014                | Valencia                 | PD                       | 1          | 0          | CR              | 0               | 0               | UEL                | 3                  | 0                  | -           | -           | -           | 4      | 0      |
| 2014-2015                | Valencia                 | PD                       | 35         | 1          | CR              | 2               | 1               | -                  | -                  | -                  | -           | -           | -           | 37     | 2      |
| 2015-2016                | Valencia                 | PD                       | 20         | 0          | CR              | 5               | 1               | UCL+UEL            | 7+4                | 0                  | -           | -           | -           | 36     | 1      |
| 2016-2017                | Valencia                 | PD                       | 27         | 1          | CR              | 3               | 0               | -                  | -                  | -                  | -           | -           | -           | 30     | 1      |
| 2017-2018                | Valencia                 | PD                       | 34         | 0          | CR              | 4               | 0               | -                  | -                  | -                  | -           | -           | -           | 38     | 0      |
| 2018-2019                | Valencia                 | PD                       | 35         | 1          | CR              | 5               | 0               | UCL+UEL            | 5+4                | 0                  | -           | -           | -           | 49     | 1      |
| 2019-2020                | Valencia                 | PD                       | 24         | 0          | CR              | 1               | 0               | UCL                | 6                  | 0                  | SS          | 1           | 0           | 32     | 0      |
| 2020-2021                | Valencia                 | PD                       | 33         | 1          | CR              | 1               | 0               | -                  | -                  | -                  | -           | -           | -           | 34     | 1      |
| 2021-2022                | Valencia                 | PD                       | 24         | 2          | CR              | 7               | 0               | -                  | -                  | -                  | -           | -           | -           | 31     | 2      |
| 2022-2023                | Valencia                 | PD                       | 31         | 1          | CR              | 2               | 0               | -                  | -                  | -                  | SS          | 1           | 0           | 34     | 1      |
| 2023-2024                | Valencia                 | PD                       | 24         | 1          | CR              | 3               | 1               |                    | -                  | -                  |             | -           | -           | 27     | 2      |
| 2024-2025                | Valencia                 | PD                       | 16         | 0          | CR              | 0               | 0               |                    | -                  | -                  |             | -           | -           | 16     | 0      |
| Totale Valencia          | Totale Valencia          | Totale Valencia          | 304        | 8          |                 | 34              | 3               |                    | 29                 | 0                  |             | 2           | 0           | 369    | 11     |
| Totale carriera          | Totale carriera          | Totale carriera          | 369        | 12         |                 | 34              | 3               |                    | 29                 | 0                  |             | 2           | 0           | 434    | 15     |

### Cronologia presenze e reti in nazionale
| Cronologia completa delle presenze e delle reti in nazionale ― Spagna | Cronologia completa delle presenze e delle reti in nazionale ― Spagna | Cronologia completa delle presenze e delle reti in nazionale ― Spagna | Cronologia completa delle presenze e delle reti in nazionale ― Spagna | Cronologia completa delle presenze e delle reti in nazionale ― Spagna | Cronologia completa delle presenze e delle reti in nazionale ― Spagna | Cronologia completa delle presenze e delle reti in nazionale ― Spagna | Cronologia completa delle presenze e delle reti in nazionale ― Spagna |
| Data                                                                  | Città                                                                 | In casa                                                               | Risultato                                                             | Ospiti                                                                | Competizione                                                          | Reti                                                                  | Note                                                                  |
| --------------------------------------------------------------------- | --------------------------------------------------------------------- | --------------------------------------------------------------------- | --------------------------------------------------------------------- | --------------------------------------------------------------------- | --------------------------------------------------------------------- | --------------------------------------------------------------------- | --------------------------------------------------------------------- |
| 11-9-2018                                                             | Elche                                                                 | Spagna                                                                | 6 – 0                                                                 | Croazia                                                               | UEFA Nations League 2018-2019 - 1º turno                              | -                                                                     |                                                                       |
| 11-10-2018                                                            | Cardiff                                                               | Galles                                                                | 1 – 4                                                                 | Spagna                                                                | Amichevole                                                            | -                                                                     |                                                                       |
| 18-11-2018                                                            | Las Palmas                                                            | Spagna                                                                | 1 – 0                                                                 | Bosnia ed Erzegovina                                                  | Amichevole                                                            | -                                                                     | 21’                                                                   |
| 26-3-2019                                                             | Ta' Qali                                                              | Malta                                                                 | 0 – 2                                                                 | Spagna                                                                | Qual. Euro 2020                                                       | -                                                                     |                                                                       |
| 7-6-2019                                                              | Tórshavn                                                              | Fær Øer                                                               | 1 – 4                                                                 | Spagna                                                                | Qual. Euro 2020                                                       | 1                                                                     |                                                                       |
| 8-9-2019                                                              | Gijón                                                                 | Spagna                                                                | 4 – 0                                                                 | Fær Øer                                                               | Qual. Euro 2020                                                       | -                                                                     |                                                                       |
| 18-11-2019                                                            | Madrid                                                                | Spagna                                                                | 5 – 0                                                                 | Romania                                                               | Qual. Euro 2020                                                       | -                                                                     |                                                                       |
| 3-9-2020                                                              | Stoccarda                                                             | Germania                                                              | 1 – 1                                                                 | Spagna                                                                | UEFA Nations League 2020-2021 - 1º turno                              | 1                                                                     |                                                                       |
| 7-10-2020                                                             | Lisbona                                                               | Portogallo                                                            | 0 – 0                                                                 | Spagna                                                                | Amichevole                                                            | -                                                                     | 46’                                                                   |
| 10-10-2020                                                            | Madrid                                                                | Spagna                                                                | 1 – 0                                                                 | Svizzera                                                              | UEFA Nations League 2020-2021 - 1º turno                              | -                                                                     |                                                                       |
| 11-11-2020                                                            | Amsterdam                                                             | Paesi Bassi                                                           | 1 – 1                                                                 | Spagna                                                                | Amichevole                                                            | -                                                                     | 29’                                                                   |
| 17-11-2020                                                            | Siviglia                                                              | Spagna                                                                | 6 – 0                                                                 | Germania                                                              | UEFA Nations League 2020-2021 - 1º turno                              | -                                                                     |                                                                       |
| 25-3-2021                                                             | Granada                                                               | Spagna                                                                | 1 – 1                                                                 | Grecia                                                                | Qual. Mondiali 2022                                                   | -                                                                     |                                                                       |
| 4-6-2021                                                              | Madrid                                                                | Spagna                                                                | 0 – 0                                                                 | Portogallo                                                            | Amichevole                                                            | -                                                                     |                                                                       |
| 28-6-2021                                                             | Copenaghen                                                            | Croazia                                                               | 3 – 5 dts                                                             | Spagna                                                                | Euro 2020 - Ottavi di finale                                          | -                                                                     | 77’                                                                   |
| 5-9-2021                                                              | Badajoz                                                               | Spagna                                                                | 4 – 0                                                                 | Georgia                                                               | Qual. Mondiali 2022                                                   | 1                                                                     | 74’                                                                   |
| 11-11-2021                                                            | Atene                                                                 | Grecia                                                                | 0 – 1                                                                 | Spagna                                                                | Qual. Mondiali 2022                                                   | -                                                                     |                                                                       |
| 27-9-2022                                                             | Braga                                                                 | Portogallo                                                            | 0 – 1                                                                 | Spagna                                                                | UEFA Nations League 2022-2023 - 1º turno                              | -                                                                     |                                                                       |
| 28-3-2023                                                             | Glasgow                                                               | Scozia                                                                | 2 – 0                                                                 | Spagna                                                                | Qual. Euro 2024                                                       | -                                                                     |                                                                       |
| 8-9-2023                                                              | Tbilisi                                                               | Georgia                                                               | 1 – 7                                                                 | Spagna                                                                | Qual. Euro 2024                                                       | -                                                                     |                                                                       |
| 12-9-2023                                                             | Granada                                                               | Spagna                                                                | 6 – 0                                                                 | Cipro                                                                 | Qual. Euro 2024                                                       | -                                                                     | 61’                                                                   |
| 19-11-2023                                                            | Valladolid                                                            | Spagna                                                                | 3 – 1                                                                 | Georgia                                                               | Qual. Euro 2024                                                       | -                                                                     |                                                                       |
| Totale                                                                |                                                                       | Presenze                                                              | 22                                                                    |                                                                       | Reti                                                                  | 3                                                                     |                                                                       |

## Palmarès

### Competizioni nazionali
- Coppa di Spagna: 1

Valencia: 2018-2019